# 오야역 (기후현)
오야역(일본어: 大矢駅)은 일본 기후현 구조시에 위치한 나가라가와 철도 에쓰미난 선의 철도역이다. 단선 승강장 1면 1선 구조를 갖춘 지상역이다.

## 이용 현황
| 승차 인원 추이 | 승차 인원 추이     |
| 연도           | 1일 평균 승차 인원 |
| -------------- | ------------------ |
| 2011           | 15                 |
| 2012           | 28                 |
| 2013           | 18                 |
| 2014           | 21                 |
| 2015           | 19                 |

## 역 주변
- 국도 제156호선
- 기후 현도 324호 하쿠산미노 선
- 기후 현도 325호 오하라토미노호 선
- 나가라강

## 역사
- 1927년 10월 9일 : 일본국유철도 에쓰미난 선 미노스하라 역 (現 · 한노 역) - 당 역간 개통과 동시에 미노시모카와역으로서 개업.
- 1928년 5월 6일 : 당 역 - 후카도 역 간이 연장 개업.
- 1974년 10월 1일 : 화물 취급 폐지.
- 1986년 12월 11일 : 일본국유철도 에쓰미난 선의 나가라가와 철도로의 전환으로 인해 이 회사의 역이 됨. 동시에 오야역으로 개칭.

## 인접 역
| 나가라가와 철도 에쓰미난 선      | 나가라가와 철도 에쓰미난 선 | 나가라가와 철도 에쓰미난 선 |
| -------------------------------- | --------------------------- | --------------------------- |
| 미나미코다카라온센 미노오타 방면 | ■ 에쓰미난 선               | 후쿠노 호쿠노 방면          |